# Cees van Dongen
Cees van Dongen (Róterdam, 11 de febrero de 1932 - Capelle aan den IJssel, 23 de diciembre de 2011) fue un piloto de motociclismo neerlandés, que disputó el Campeonato del Mundo de Motociclismo desde la temporada 1961 hasta la temporada 1980. Su mejor temporada fue la de la temporada 1969, cuando acabó tercero en la clasificación general en la cilindrada de 125 cc.

## Biografía
Van Dongen comenzó su carrera deportiva como ciclista. Su padre trabajaba en un concesionario de motocicletas en Róterdam. Van Dongen fue a trabajar allí como estudiante a los 12 años. El propio padre de Van Dongen participó en carreras de motos con una DKW. En 1953 Van Dongen participó por primera vez en una carrera propia en Vriezenveen. En 1954, padre e hijo compitieron con una DMF y ganó en todas las carreras urbanas en las que participó.
En 1958, ganó el título neerlandés de 250 cc por primera vez con una NSU Sportmax. En 1959 no tuvo suficientes recursos financieros para competir en el campeonato nacionaol però en 1960, la Federación Holandesa estableció la categoría de 50 cc y Van Dongen compitió y ganó con una Dürkopp.
En 1961, las marcas japonesas Honda y Yamaha ingresaron en el mercado neerlandés. Van Dongen logró una Yamaha 125cc de fábrica para el Gran Premio de los Países Bajos de 125cc. A partir de 1962, sin embargo, Van Dongen continuó con Honda. Se convirtió en campeón neerlandés en la cilindrada de 250 cc y en 125 en 1963. La Federación le otorgó la copa Hans de Beaufort en 1966.
En 1964, Van Dongen fue campeón en dos cilindradas al mismo tiempo: 50 cc con Kreidler y 125 cc con Honda. En ese año recibió ofertas de varios equipos de fábrica y aceptó la MZ para competir en el Gran Premio de los Países Bajos de 125 cc. A partir de ese momento, fue participando regularmente en el Mundial. Sin duda su mejor temporada fue en  1969 en el que consiguió una victoria en el Gran Premio de España de 125 cc y sumó tres podios más (Bélgica, Checoslovaquia y Finlandia) con lo que acabó en el tercer puesto de la categoría de 125cc por detrás de Dave Simmonds y Dieter Braun.
En 1971, 1972, 1976 y 1978, Van Dongen volvió a ser campeón neerlandés en diferentes clases. Ahora tenía una familia y comenzó a participar menos en competiciones. En 1980 participó por última vez en el Gran Premio de los Países Bajos en dos clases: 50 y 125 cc. Tuvo que retirarse ya que tenía 52 años y esta era la edad máxima para participar. Aus así, se convirtió en campeón neerlandés ese año. Luego procedió a preparar motocicletas para otros conductores.

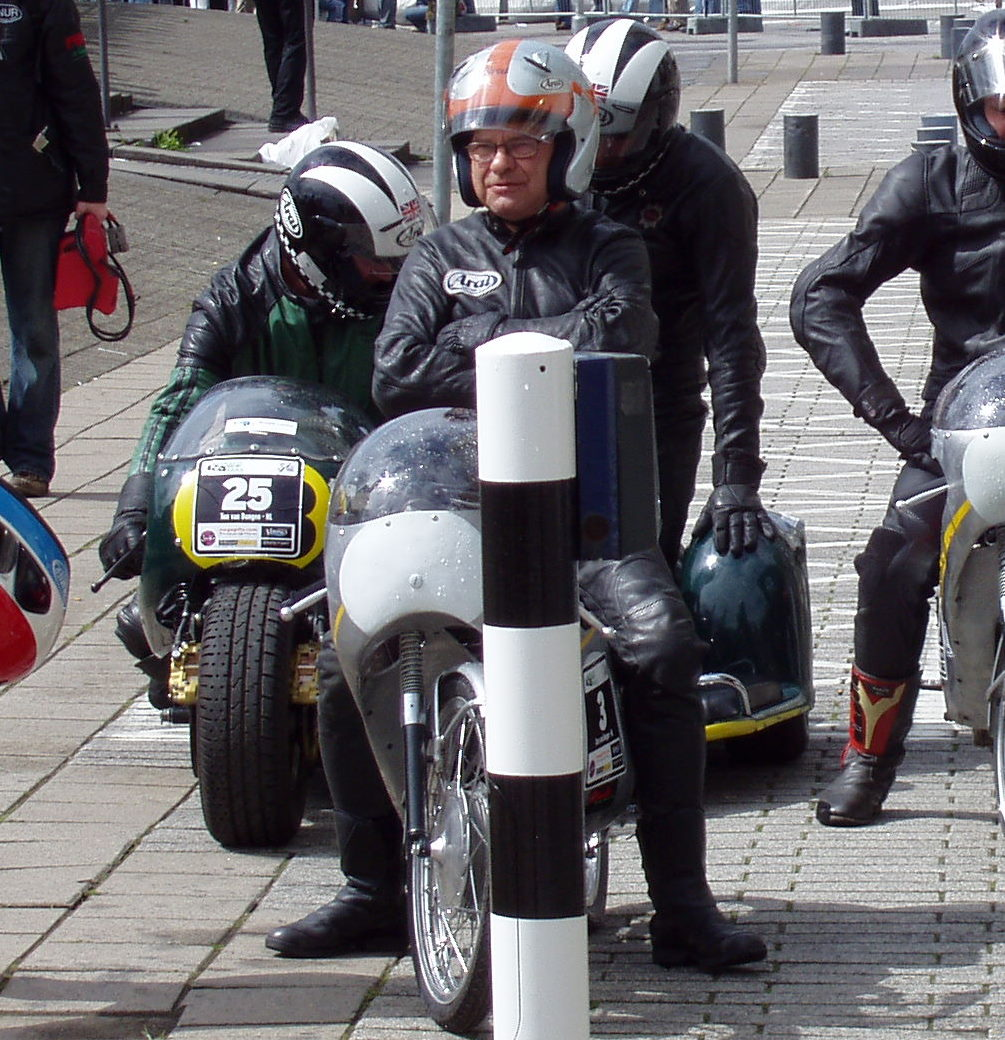
Vasn Dongen en la reunión motera en Mónaco el 7 de agosto de 2005

Durante Mónaco en Maas el 7 de agosto de 2005 en Róterdam
Sin embargo, Van Dongen no se quedó quieto. Hasta 2005, participó en carreras de veteranos y prefirió comenzar en varias clases. Van Dongen murió el 23 de diciembre de 2011 después de una larga enfermedad Pionier met gouden handjes.

## Resultados en el Campeonato del Mundo
Sistema de puntuación desde 1950 hasta 1968:
| Posición | 1.º | 2.º | 3.º | 4.º | 5.º | 6.º |
| Puntos   | 8   | 6   | 4   | 3   | 2   | 1   |

Sistema de puntuación desde 1969 hasta 1987:
| Posición | 1.º | 2.º | 3.º | 4.º | 5.º | 6.º | 7.º | 8.º | 9.º | 10.º |
| Puntos   | 15  | 12  | 10  | 8   | 6   | 5   | 4   | 3   | 2   | 1    |

(Carreras en negrita indica pole position, carreras en cursiva indica vuelta rápida)
| Año  | Cat.  | Moto        | 1       | 2       | 3       | 4       | 5       | 6       | 7       | 8       | 9      | 10      | 11      | 12     | 13    | Pts. | Pos. |
| ---- | ----- | ----------- | ------- | ------- | ------- | ------- | ------- | ------- | ------- | ------- | ------ | ------- | ------- | ------ | ----- | ---- | ---- |
| 1961 | 125cc | Yamaha      | ESP -   | GER -   | FRA -   | IOM -   | NED 13  | BEL -   | RDA -   | ULS -   | NAT -  | SWE -   | ARG -   |        |       | 0    | -    |
| 1962 | 50cc  | Honda       | ESP -   | FRA -   | IOM -   | NED 8   | BEL -   | GER -   | RDA -   | NAT -   | FIN -  | ARG -   |         |        |       | 0    | -    |
| 1963 | 50cc  | Kreidler    | ESP -   | GER -   | FRA -   | IOM -   | NED 8   | BEL -   | FIN -   | ARG -   | JPN -  |         |         |        |       | 0    | -    |
| 1963 | 125cc | Honda       | ESP -   | GER -   | FRA -   | IOM -   | NED 7   | BEL -   | ULS -   | RDA -   | FIN -  | NAT -   | ARG -   | JPN -  |       | 0    | -    |
| 1963 | 250cc | Honda       | ESP -   | GER -   |         | IOM -   | NED -   | BEL 7   | ULS -   | RDA -   | NAT -  | ARG -   | JPN -   |        |       | 0    | -    |
| 1964 | 50cc  | Kreidler    | USA -   | ESP -   | FRA -   | IOM -   | NED 5   | BEL -   | GER -   | FIN -   | JPN -  |         |         |        |       | 2    | 10.º |
| 1964 | 125cc | MZ          | USA -   | ESP -   | FRA -   | IOM -   | NED 8   | GER -   | RDA -   | ULS -   | FIN -  | NAT -   | JPN -   |        |       | 0    | -    |
| 1965 | 50cc  | Kreidler    | USA -   | GER -   | ESP -   | FRA -   | IOM -   | NED 6   | BEL 6   | JPN -   |        |         |         |        |       | 2    | 14.º |
| 1965 | 250cc | Bultaco     | USA -   | GER -   | ESP -   | FRA -   | IOM -   | NED 14  | BEL -   | RDA -   | CZE -  | ULS -   | FIN -   | NAT -  | JPN - | 0    | -    |
| 1966 | 50cc  | Kreidler    | ESP -   | GER 6   | NED -   | IOM -   | NAT -   | JPN -   |         |         |        |         |         |        |       | 1    | 13.º |
| 1966 | 125cc | Honda       | ESP -   | GER -   | NED 8   | RDA -   | CZE -   | FIN -   | ULS -   | IOM -   | NAT -  | JPN -   |         |        |       | 0    | -    |
| 1967 | 50cc  | Honda       | ESP -   | GER -   | FRA -   | IOM -   | NED -   | BEL 7   | JPN -   |         |        |         |         |        |       | 0    | -    |
| 1967 | 125cc | Honda       | ESP -   | GER -   | FRA -   | IOM -   | NED 5   | BEL -   | RDA -   | CZE -   | FIN -  | ULS -   | NAT -   | CAN -  | JPN - | 2    | 21.º |
| 1968 | 50cc  | Kreidler    | GER 5   | ESP -   | IOM -   | NED -   | BEL -   |         |         |         |        |         |         |        |       | 2    | 13.º |
| 1968 | 250cc | Yamaha      | GER -   | ESP -   | IOM -   | NED 11  | BEL 16  | RDA -   | CZE -   | FIN -   | ULS -  | NAT -   |         |        |       | 0    | -    |
| 1969 | 50cc  | Kreidler    | ESP -   | GER -   | FRA -   | NED -   | BEL 4   | RDA -   | CZE 5   | ULS -   | NAT -  | YUG -   |         |        |       | 14   | 11.º |
| 1969 | 125cc | Suzuki      | ESP 1   | GER Ret | FRA -   | IOM -   | NED Ret | BEL 3   | RDA 5   | CZE 3   | FIN 3  | NAT -   | YUG -   |        |       | 51   | 3.º  |
| 1970 | 50cc  | Kreidler    | GER -   | FRA 23  | YUG 7   | NED -   | BEL 8   | RDA -   | CZE -   | ULS -   | NAT -  | ESP -   |         |        |       | 7    | 16.º |
| 1970 | 125cc | Yamaha      | GER -   | FRA Ret | YUG -   | IOM -   | NED DNS | BEL -   | RDA -   | CZE -   | FIN -  | NAT 3   | ESP 11  |        |       | 10   | 17.º |
| 1970 | 250cc | MZ          | GER -   | FRA 8   | YUG -   | IOM -   |         |         |         |         |        |         |         |        |       | 10   | 22.º |
| 1970 | 250cc | Yamaha      |         |         |         |         | NED 6   | BEL -   | RDA -   | CZE -   | FIN -  | ULS -   | NAT -   | ESP 9  |       | 10   | 22.º |
| 1971 | 50cc  | Jamathi     | AUT -   | GER -   | NED -   | BEL -   | RDA 5   | CZE -   | SWE -   | NAT -   | ESP -  |         |         |        |       | 6    | 22.º |
| 1971 | 125cc | Yamaha      | AUT 6   | GER -   | IOM -   | NED Ret | BEL 4   | RDA 5   | CZE -   | SWE -   | FIN -  | NAT -   | ESP -   |        |       | 19   | 13.º |
| 1972 | 50cc  | Kreidler    | GER -   |         |         | NAT -   |         | YUG -   | NED 11  | BEL -   | RDA -  |         | SWE -   |        |       | 2    | 29.º |
| 1972 | 50cc  | Roton       |         |         |         |         |         |         |         |         |        |         |         |        | ESP 9 | 2    | 29.º |
| 1972 | 125cc | Yamaha      | GER 8   | FRA -   | AUT -   | NAT -   | IOM -   | YUG -   | NED 5   | BEL -   | RDA -  | CZE -   | SWE -   | FIN -  | ESP 7 | 13   | 14.º |
| 1973 | 50cc  | Kreidler    |         |         | GER -   | NAT -   |         | YUG -   | NED Ret | BEL 10  |        | SWE -   |         | ESP -  |       | 1    | 28.º |
| 1973 | 125cc | Yamaha      | FRA -   | AUT -   | GER -   | NAT -   | IOM -   | YUG -   | NED Ret | BEL 14  | CZE -  | SWE -   | FIN -   | ESP -  |       | 0    | -    |
| 1974 | 50cc  | Kreidler    | FRA -   | GER -   | NAT -   | NED -   | BEL 6   | SWE -   | FIN -   | CZE -   | YUG -  | ESP Ret |         |        |       | 5    | 21.º |
| 1974 | 125cc | Yamaha      | FRA -   | GER -   | AUT -   | NAT -   | NED Ret | BEL Ret | SWE -   | CZE -   | YUG -  | ESP -   |         |        |       | 0    | -    |
| 1975 | 50cc  | Kreidler    |         | ESP 8   | GER 11  |         | NAT -   | NED Ret | BEL 6   | SWE Ret | FIN 11 |         | YUG Ret |        |       | 8    | 16.º |
| 1975 | 125cc | Yamaha      | FRA DNQ | ESP 13  | AUT Ret | GER 19  | NAT -   | NED Ret |         |         |        | CZE 11  | YUG 7   |        |       | 9    | 13.º |
| 1975 | 125cc | Bridgestone |         |         |         |         |         |         | BEL 6   | SWE Ret |        |         |         |        |       | 9    | 13.º |
| 1976 | 50cc  | Kreidler    | FRA 18  |         | NAT 11  | YUG 8   | NED Ret | BEL 8   | SWE Ret | FIN 8   | GER -  | ESP Ret |         |        |       | 9    | 15.º |
| 1976 | 125cc | Bridgestone |         | AUT Ret | NAT Ret |         |         |         |         |         |        |         |         |        |       | 11   | 13.º |
| 1976 | 125cc | Morbidelli  |         |         |         | YUG 6   | NED 7   | BEL 10  | SWE -   | FIN DNS | GER -  | ESP 10  |         |        |       | 11   | 13.º |
| 1977 | 50cc  | Kreidler    |         |         | GER Ret | NAT Ret | ESP -   |         | YUG 4   | NED Ret | BEL 12 | SWE Ret |         |        |       | 8    | 13.º |
| 1977 | 125cc | Morbidelli  | VEN -   | AUT 17  | GER 25  | NAT DNQ | ESP -   | FRA -   | YUG 8   | NED 13  | BEL 9  | SWE Ret | FIN 13  | GBR 21 |       | 5    | 24.º |
| 1978 | 50cc  | Kreidler    |         | ESP 5   |         |         | NAT -   | NED 9   | BEL 9   |         |        |         | GER 20  | CZE 12 | YUG - | 10   | 15.º |
| 1978 | 125cc | Morbidelli  | VEN -   | ESP 15  | AUT Ret | FRA -   | NAT -   | NED 7   | BEL 9   | SWE -   | FIN -  | GBR 12  | GER Ret | YUG -  |       | 6    | 21.º |
| 1979 | 50cc  | Kreidler    |         |         | GER Ret | NAT -   | ESP Ret | YUG -   | NED Ret | BEL 10  |        |         |         |        | FRA - | 1    | 28.º |
| 1979 | 125cc | Morbidelli  | VEN -   | AUT -   | GER 18  | NAT -   | ESP DNQ | YUG -   | NED Ret | BEL -   | SWE -  | FIN -   | GBR -   | CZE -  | FRA - | 0    | -    |
| 1980 | 50cc  | Kreidler    | NAT -   | ESP 15  | YUG -   | NED 15  | BEL -   | GER -   |         |         |        |         |         |        |       | 0    | -    |
| 1980 | 125cc | MBA         | NAT -   | ESP 19  | FRA -   |         |         |         |         |         |        |         |         |        |       | 0    | -    |
| 1980 | 125cc | Morbidelli  |         |         |         | YUG DNQ | NED 18  | BEL -   | FIN -   | GBR -   | CZE -  | GER -   |         |        |       | 0    | -    |